# Rjurikoviči
Rjurikoviči, staroruska vladarska dinastija koju je u 9. stoljeću osnovao varjaški knez Rjurik. Isprva su vladali gradom Novgorodom, a zatim Kijevom i ostatkom proširene Kijevske Rusi.
Dinastija je bila veoma razgranata pa su brojni članovi obitelji vladali nad vazalnim teritorijima koji su povremeno izmicali nadzoru središnje vlasti u Kijevu. Početkom 12. stoljeća, Kijevska Rus' se raspala na niz manjih kneževina koje su se međusobno sukobljavale za prevlast nad Kijevom u želji da zadobiju vrhovnu vlast. Raspad kijevske države privremeno je zaustavio Vladimir II. Monomah († 1125.), ali već nakon njegove smrti nastavljene su borbe među pojedinim kneževima, članovima dinastije.
U 13. stoljeću razjedinjenu Kijevsku Rus' pokorili su Mongoli za čije vlasti raste utjecaj vazalne Vladimirsko-suzdaljske kneževine. Na zapadu je neovisnost zadržala Galičko-Volinjska Kraljevina koju su također predvodili vladari iz dinastije Rjurikovič.
Na našim prostorima nosli su titulu banova čitave  Slavonije i Mačvanskih banova, stečeni brakom Andrije I. Arpadovića i 
Anasezije Kijevske.[nedostaje izvor] Jedan od znanih Banova Slavonije i Banova Mačve, koji su koristili nasljedno pravo titule iz dinastije Rjurikovič bio je Rastislav Mstislavić 1247. godine.[nedostaje izvor]

## Dinastija Rjurikoviča u Moskvi
Jedan ogranak Rjurikoviča, porijeklom s prostora Novgoroda, osnovao je na posljetku Veliku kneževinu Moskvu koja je odnijela primat ostalima, osobito 1380. godine, nakon prve velike pobjede nad Mongolima koju je izvojevao Dimitrije I. Donski. Moskovski Rjurikoviči postupno su nametali svoju vlast ostalim članovima loze koji su vladali samostalnim državinama.
Ipak, ova saznanja i dalje su predmet kontroverzi i rasprave jer povjesničari dvosmisleno tumače ulogu Mongola na tim središnjim ruskim zemljama početkom 14. stoljeća. Prema dijelu povjesničara Rjurikoviči su smaknuti s trona, a tek se kasnije, slabljenjem mongolskog utjecaja, potenciralo naslijeđe Rjurikoviča. Prvi među velikim vladarima Moskve, Ivan Kalita navodno je imao mongolsko porijeklo te se pretpostavlja da je zaslužan za podređivanje lokalnog stanovništva mongolskim vlastima.
Moskovska dinastija Rjurikoviča s vremenom se do 1480. godine oslobodila mongolske dominacije, obranili se od posezanja poljsko-litavske države i Njemačkog reda te prevladali feudalnu anarhiju i ujedinili ruske zemlje pod vodstvom Moskve. Pobjedom nad Mongolima, Rusija se ujedinila pod vlašću Ivana III. Vasiljeviča Rjurikoviča.
Za vladavine Ivana IV. Groznog Rusija je ostvarivši znatna teritorijalna proširenja i ekonomski rast, što ga je potaklo da se 1547. okruni za cara.  Poslije smrti Ivanovog sina Fjodora Ivanoviča izumrla je carska loza Rjurikoviča.